# Ікра равликів

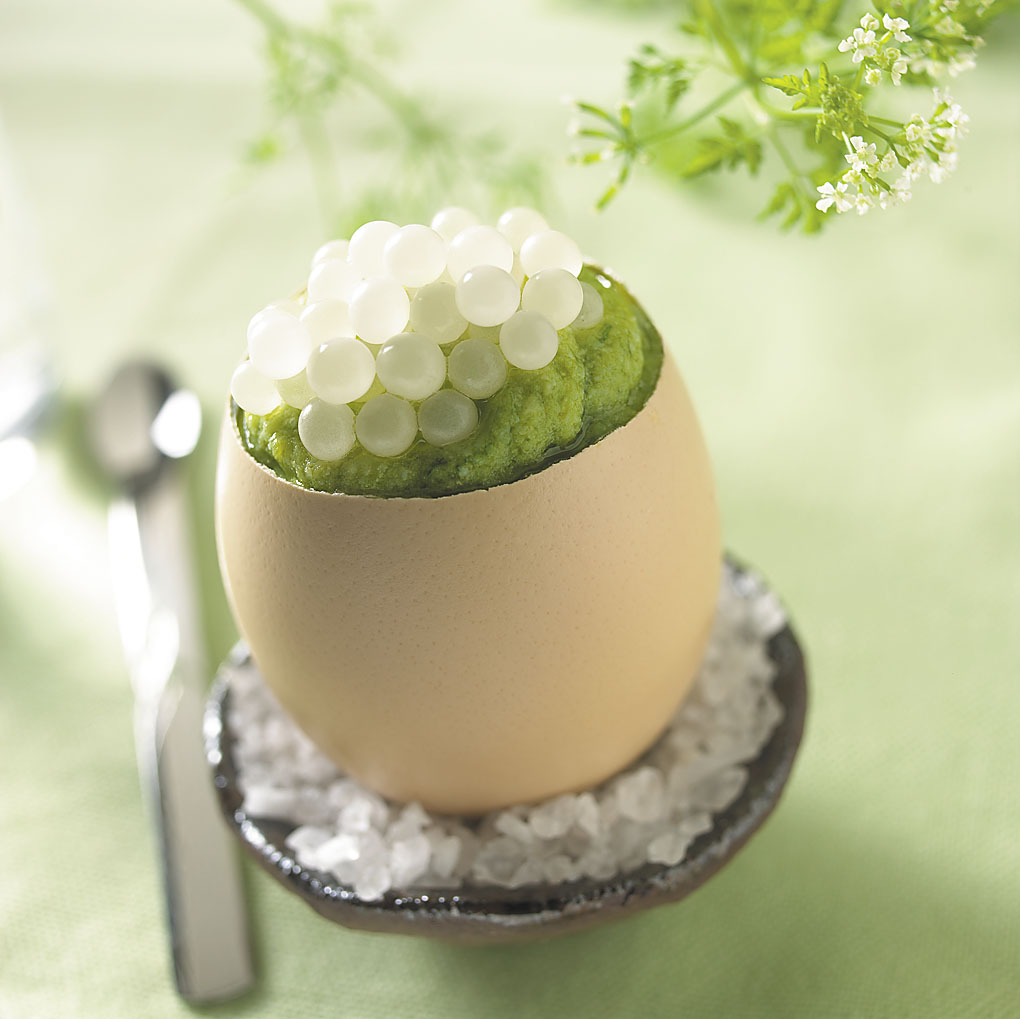
Страва, увінчана ікрою равликів

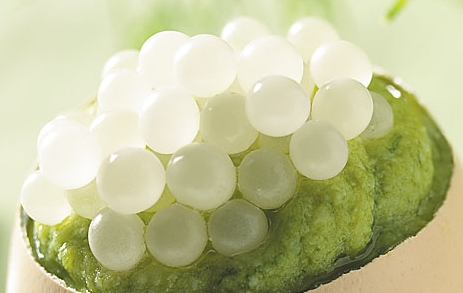
Ікринки равликів великим планом

Ікра равликів (іноді називають перлами Афродіти) — вид ікри, що складається зі свіжих або оброблених яєць земляних равликів.
У природному стані яйця безбарвні, однак після обробки ікра може бути кремового, рожево-білого або білого кольору. Діаметр ікринок, як правило, 3–4 мм , ікринки деяких екземплярів можуть досягати в діаметрі 3–6 мм. Виробництвом ікри равликів займаються деякі равликові ферми, однак бізнесом цих фірм в основному все ж є вирощування равликів. У вересні 2014 року роздрібна вартість ікри равликів сягала понад 150 євро за 50-грамову баночку.

## Характеристики
Сирі яйця равликів мають гладеньку оболонку і відрізняються високою крихкістю. У процесі обробки вони іноді пастеризуються, після чого консервуються. Однак під час пастеризації яйця втрачають деякі смакові якості, тому згідно з іншим рецептом їх приготування їх спочатку замочують в розсолі і вже після цього консервуються. Деякі виробники використовують ароматний розсіл, щоб додати аромат продукту.
Описи смакових якостей ікри равликів різняться. Деякі порівнюють їхній смак із «запеченою спаржею» або «запеченими грибами».  Відзначається «тонкість смаку» та наявність «деревних нот», з вираженим «землистим ароматом». Так само відзначається схожість за смаковими якостями з чорною ікрою.
До столу равликову ікру іноді подають як закуска до ігристих вин, іноді додають до супів, так само подається й іншими способами .

## Равликові ферми
Равликівництвом займаються спеціалізовані ферми, які вирощують равликів  спеціально для споживання людиною. Деякі равликові ферми паралельно займаються також збиранням і обробкою ікри равликів, а також збиранням равликового слизу. Іноді равликів вирощують і витримують за спеціального температурного режиму з підтриманням освітлення і клімат-контролем, спрямованими на створення умов для максимального розмноження, в процесі якого виробляється ікра. Оскільки равлики є гермафродитами (мають одночасно чоловічі і жіночі статеві органи), вони всі придатні для виробництва ікри. Равлики зазвичай закопують свої яйця в ґрунт. Одним з методів вирощування та збирання яєць є розміщення равликів у коробках, в яких яйця відкладаються і збираються. Ґрунт готують на основі землі, подрібненого кокосовового волокна та торфу. Увага ! Всупереч деяким публікаціям ніколи до ґрунтової суміші не можна додавати піску, бо його потім ніяким чином не можливо змити з ікринок. І в результаті вся клопітка робота буде зведена нанівець. Вихід ікри равликів мізерний порівняно з ікрою риб. Для порівняння: один равлик відкладає зазвичай до чотирьох грамів яєць за одну яйцекладку. Деякі види равликів в залежності від умов вирощування можуть мати 2–4 яйцекладки.

## Ринок
У серпні 1987 року в США роздрібна ринкова вартість ікри равликів становила 40 доларів за унцію (1 унція = 29,860 грам). У той час роздрібна ціна була порівняна з вартістю ікри риб. У грудні 2007 року 50-грамова баночка ікри равликів, вироблена на равликовій фермі під Францією, мала вартість 80 євро. У вересні 2014 року за 50-грамову баночку ікри, виробленої в Австрії, виробник просив 150 євро. Слід зазначити, що в 50-грамову баночку поміщається приблизно дві столові ложки продукту. Деякі равликові ферми продають ікру равликів безпосередньо в ресторани.